# Alex Ferguson
Pour les articles homonymes, voir Chapman et Ferguson.
Ne doit pas être confondu avec Alex Fergusson.
Alexander Chapman Ferguson, plus connu sous le nom d'Alex Ferguson et surnommé Fergie, né le 31 décembre 1941 à Govan, un quartier de Glasgow, est un entraîneur et joueur de football écossais.
Alex Ferguson a été un attaquant de bon niveau du championnat d'Écosse puis a entraîné plusieurs clubs écossais : East Stirlingshire, St. Mirren et Aberdeen, qu'il mène au sommet européen. Après la mort brutale de l'emblématique Jock Stein dont il était l'adjoint, il est brièvement sélectionneur de l'équipe nationale écossaise.
Nommé entraîneur du club anglais de Manchester United de 1986 à 2013, Alex Ferguson y remporte à partir de 1990 de nombreux trophées. Entraîneur le plus couronné de l'histoire, il détient d'autres nombreux records dont celui du plus grand nombre de Premier League Manager of the Season en français : « Entraîneur de l'année du Championnat d'Angleterre de football ». En 2008, il devient le troisième manager britannique à remporter la coupe d'Europe à plus d'une occasion. En 2011, il dépasse le record de longévité sur le banc mancunien détenu jusque-là par Sir Matt Busby. Il détient toujours le record Guinness pour cela.
Il est anobli en 1999 par la reine Élisabeth II pour les services rendus au football britannique et se voit offrir cette même année les clés de la ville d'Aberdeen. Il fait partie du Scottish Football Hall of Fame, intronisé lors de son inauguration en 2004.
Le 5 mai 2018, il est victime d’une hémorragie cérébrale pour laquelle il subit une opération. Il sortira du coma quelques jours après.

## Biographie

### Jeunesse
Fils d'Alexander Beaton Ferguson, un plaqueur dans l'industrie de la construction navale, et de son épouse, Elizabeth Hardie, Alex Ferguson naît dans la maison de sa grand-mère sur Shieldhall Road, à Govan, le 31 décembre 1941. Il grandit dans un immeuble au 667 Govan Road (qui a depuis été démoli) où il vit avec ses parents ainsi que son jeune frère Martin. Il fréquente l'école primaire Broomloan Road et plus tard il suit ses études secondaires à la Govan High School (en). Il est alors supporter des Rangers, l'un des deux grands clubs du pays, basé à Glasgow.

### Carrière de joueur
La carrière de joueur de Ferguson démarre en amateur avec le Queen's Park, où il fait ses débuts comme attaquant à 16 ans. Lors de son premier match, qu'il décrira comme un « cauchemar », il marque un but qui n'empêchera pas la défaite des siens (2-1) contre Stranraer. Comme Queen's Park est une équipe amateur, il travaille également dans les chantiers navals du Clyde comme apprenti. L'un des matchs les plus notables qu'il dispute avec les Queen's Park est la sévère défaite encaissée face à Queen of the South (7-1) au lendemain de Noël 1959, au cours de laquelle l'ex-international anglais Ivor Broadis marque quatre des buts de Queen of the South. Ferguson est le seul buteur de Queen's Park.
Bien qu'il ait marqué 15 buts lors de ses 31 matchs sous le maillot de Queen's Park, il ne parvient pas à s'imposer comme titulaire[réf. nécessaire] et rejoint donc St. Johnstone en 1960. Bien qu'il continue à marquer régulièrement à Saint Johnstone, il n'est toujours pas un titulaire indiscutable, et demande à plusieurs reprises au club sa libération. Ferguson n'est plus dans les plans de l'entraîneur, ce qui conduit un temps le joueur à envisager un départ pour le Canada. L'incapacité de St. Johnstone à faire signer un attaquant conduit finalement le manager à titulariser Ferguson pour un match contre les Rangers, où il marque un hat trick qui offre une victoire surprise à son club. Dunfermline le fait signer l'été suivant (en 1964), ce qui permet à Ferguson de passer joueur professionnel, à 22 ans.
Il rejoint alors les Rangers pour 65 000 £, un montant record pour un transfert entre deux clubs écossais. Il réalise deux saisons pleines mais il devient la cible des supporters après la finale 1969 de la coupe d'Écosse, au cours de laquelle le capitaine du Celtic, Billy McNeill, marque alors que Ferguson était chargé de son marquage. Il est par la suite rétrogradé en équipe réserve. Selon son frère, Ferguson est si bouleversé par la réaction du club qu'il en jette sa médaille « des battus ». Certains avancent qu'il aurait subi une discrimination chez les Rangers après son mariage avec sa femme Cathie, une catholique. Cependant Ferguson lui-même a indiqué clairement dans son autobiographie que les Rangers étaient au courant de la religion de sa femme quand il a rejoint le club, et qu'il a quitté le club avec beaucoup de regrets, à la suite de la finale de coupe.
Au mois d'octobre 1969, Nottingham Forest tente de recruter Ferguson, mais sa femme le convainc de rester en Écosse. Il rejoint donc Falkirk, où il reste quatre saisons et devient un temps entraîneur-joueur (de fin août 1972 à 1973). Il vit mal le recrutement de John Prentice comme manager et son retour à un statut de simple joueur, et demande son transfert. Il rejoint alors Ayr United, où il arrête sa carrière de joueur en 1974.

### Début de carrière d'entraîneur

#### East Stirlingshire
En juin 1974, Ferguson est nommé manager de East Stirlingshire, à seulement 32 ans. C'est un emploi à temps partiel seulement, payé 40 £ par semaine, dans un club ne disposant pas à son arrivée de gardien de but pour son équipe première... Il y acquiert une réputation d'entraîneur prônant la discipline ; Bobby McCulley, attaquant de East Stirlingshire à l'époque, dira qu'il n'avait « jamais eu peur de personne avant, mais Ferguson était un bâtard effrayant (en anglais : frightening bastard) dès le début ». Ses joueurs adhèrent cependant à ses choix tactiques, et les résultats du club s'en trouvent considérablement améliorés.
En octobre, Ferguson est contacté par le club de St. Mirren, un club plus important mais à cette période moins bien classé qu'East Stirlingshire. Malgré son obligation de loyauté envers East Stirlingshire, il décide de rejoindre Saint-Mirren après avoir pris l'avis de Jock Stein, le célèbre entraîneur du Celtic FC.

#### Saint Mirren
Ferguson reste sur le banc de Saint-Mirren de 1974 à 1978, ramenant le club de la seconde moitié de la seconde division, suivi par un peu plus de mille spectateurs, jusqu'au sacre en seconde division en 1977. Il fait éclore de jeunes talents comme Billy Stark (en), Tony Fitzpatrick (en), Lex Richardson (en), Frank McGarvey, Bobby Reid et Peter Weir, et leur fait pratiquer un football offensif avec un certain bonheur. La moyenne d'âge de l'équipe qui remporte le championnat est de 19 ans, son capitaine, Fitzpatrick, n'étant âgé que de 20 ans.
Après cette période idyllique, St. Mirren est le seul club qui licencie Ferguson. Ce dernier plaide le licenciement abusif dans un tribunal du travail, mais il perd et n'a pas eu le droit de faire appel. Selon un article de Billy Adams dans le Sunday Herald du 30 mai 1999, la version officielle est que Ferguson a été licencié pour diverses infractions de contrat, notamment des paiements non autorisés aux joueurs. Il a été accusé de comportement intimidant à l'égard de sa secrétaire de bureau. Il ne lui a pas parlé pendant six semaines, lui confisquant ses clefs et ne lui communiquant que par l'intermédiaire d'un assistant de 17 ans. Le tribunal a conclu que Ferguson a été « particulièrement petit » et « immature ». Le président de Saint-Mirren, Willie Todd, affirme dans le tribunal que Ferguson n'a « pas de capacité d'entraîneur ». Le 31 mai 2008, The Guardian publie une interview de Todd (âgé de 87 ans) où ce dernier explique que la raison fondamentale du licenciement était la signature de Ferguson à Aberdeen, en violation de son contrat. Ferguson explique de son côté au journaliste Jim Rodger du Daily Mirror qu'il avait demandé à au moins un membre de l'équipe de le suivre à Aberdeen, et avait annoncé son départ au personnel de St. Mirren. Todd a déploré ce qui s'est passé, mais a dit regretter qu'Aberdeen ne se soit pas rapproché à l'époque de son club pour discuter d'une éventuelle compensation.

### Entraîneur d'Aberdeen

#### Les débuts laborieux
Ferguson rejoint Aberdeen comme manager en juin 1978, en remplacement de Billy McNeill parti remplacer Stein au Celtic. Bien qu'Aberdeen soit considéré alors comme l'un des principaux clubs d'Écosse, il ne compte qu'un seul titre de champion à son palmarès, remporté en 1955 sous la houlette de Dave Halliday. Avant l'arrivée de Ferguson, l'équipe jouait bien et n'avait pas perdu un match de championnat depuis décembre, après avoir terminé deuxième dans le championnat de la saison précédente. Manager depuis seulement quatre ans, Ferguson n'est pas beaucoup plus âgé que certains des joueurs et a du mal à gagner le respect de certains des plus anciens, tels que Joe Harper. La saison n'est pas particulièrement bonne, Aberdeen atteignant les demi-finales de la Coupe d'Écosse et la finale de Coupe de la Ligue, mais perdant ces deux matchs, et terminant quatrième du championnat. La saison suivante, Aberdeen perd également la finale de la coupe de la ligue écossaise 1980, cette fois face à Dundee United, à l'issue d'un match à rejouer. Ferguson est critiqué à la suite de la défaite, les médias estimant qu'il aurait dû changer la composition de l'équipe pour le match rejoué.

#### La remontée
Si la deuxième saison de Ferguson à Aberdeen débute mal, la forme de son équipe s'améliore de façon spectaculaire dès la seconde partie de la saison et remporte finalement le championnat écossais, après une victoire 5-0 durant la dernière journée. C'est la première fois depuis quinze ans que le championnat n'est remporté ni par les Rangers ni par le Celtic. Dès lors, Ferguson gagne le respect de tous et d'abord de ses joueurs, ce qu'il confirmera : « C'est l'accomplissement qui nous a unis. J'ai enfin eu des joueurs qui croyaient en moi. »
Fergie impose une discipline stricte, ce qui lui vaut parfois le surnom de Furious Fergie. Il met à l'amende l'un de ses joueurs, John Hewitt, pour l'avoir dépassé sur la voie publique et lance une théière sur les joueurs dans les vestiaires après une mauvaise première mi-temps. Il est généralement mécontent de l'atmosphère lors des matchs d'Aberdeen et accuse les médias écossais d'être favorables aux clubs de Glasgow. L'équipe poursuit cependant sur la voie du succès, en remportant la coupe d'Écosse en 1982. Ferguson est alors contacté pour entraîner Wolverhampton Wanderers, mais il refuse car il pense que son équipe est en difficulté et que « ses ambitions à Aberdeen n'avaient même pas été remplies à moitié ». Relégué de la première division, le club anglais n'offre de plus pas la meilleure stabilité financière avec plus de deux millions de livre sterling de dettes...

#### Le succès européen (1982-1986)

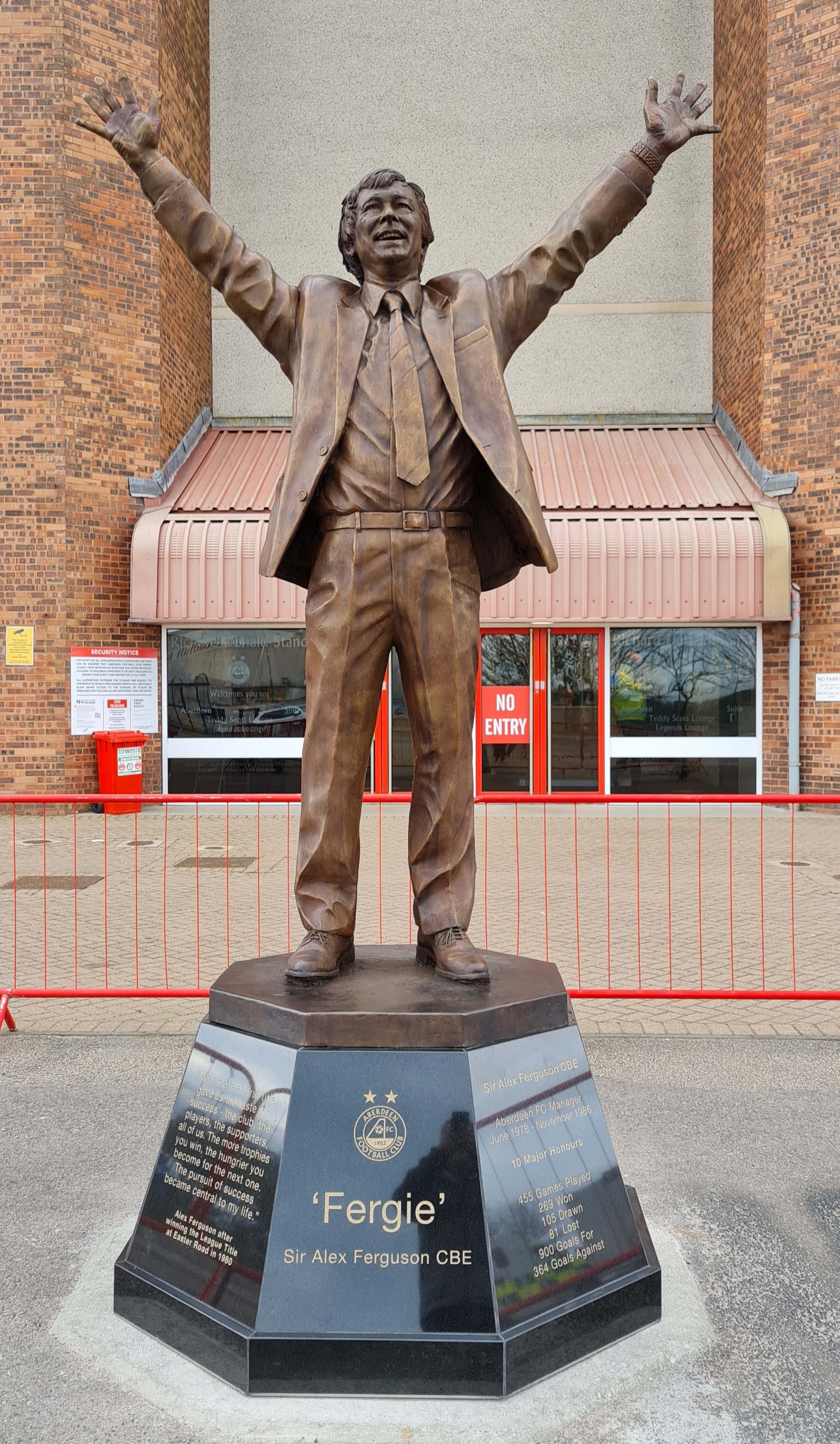
Une statue de Sir Alex Ferguson à l'extérieur du stade Pittodrie de l'Aberdeen FC.

Ferguson conduit Aberdeen à un plus grand succès encore pendant la saison 1982-1983. Qualifiés pour la Coupe d'Europe des vainqueurs de coupe après avoir gagné la coupe d'Écosse, ils créent la surprise en sortant le Bayern Munich, qui avait battu Tottenham Hotspur 4-1 au tour précédent. Selon Willie Miller, cette qualification leur donne dès lors l'ambition de remporter la compétition... ce qu'ils font en battant le Real Madrid (2-1) en finale le 11 mai 1983. Aberdeen devient le troisième club écossais à remporter un trophée européen. Ferguson déclare alors qu'« il avait fait quelque chose d'utile de sa vie ». Par ailleurs, Aberdeen obtient également de bons résultats en championnat et conserve la Coupe d'Écosse avec une victoire 1-0 sur les Rangers. Ferguson n'est pourtant pas satisfait du jeu de son équipe lors de la finale, et choque ses joueurs en déclarant qu'ils ont produit une « performance honteuse » dans une interview télévisée après le match. Il se rétractera peu après.
Après un début de saison 1983-1984 laborieux, Aberdeen retrouve les succès : l'équipe remporte de nouveau le championnat écossais et conserve la Coupe d'Écosse. Ferguson se voit décerner le Order of the British Empire en 1984. Plusieurs grands clubs le contactent, dont les Rangers, Arsenal et Tottenham Hotspur, mais il poursuit. Aberdeen conserve son titre de champion lors de la saison 1984-1985, mais connaît ensuite une saison décevante, terminée à la quatrième place, en ayant néanmoins gagné les deux coupes nationales. Alors qu'il est nommé au conseil d'administration du club début 1986, Ferguson annonce en avril au président du club Dick Donald qu'il a l'intention de quitter le club l'été suivant.
Ferguson fait partie du groupe d'entraîneurs chargé de diriger l'équipe nationale écossaise lors des qualifications pour la Coupe du monde 1986 à la suite du décès de Jock Stein le 10 septembre 1985 à la fin du match contre le pays de Galles (1-1),, à la suite duquel l'Écosse se qualifie pour un match de barrage contre l'Australie. Ferguson accepte de prendre en charge l'équipe nationale pour le match de barrage, puis à la Coupe du monde 1986 à la suite de la qualification. Pour lui permettre de remplir ses obligations internationales, il nomme Archie Knox comanager à Aberdeen.
Pendant ce temps, Tottenham Hotspur offre à Ferguson l'occasion de prendre la relève de Peter Shreeves en tant que manager, mais il décline la proposition, qui sera acceptée par David Pleat. Il a aussi une offre pour remplacer Don Howe comme manager d'Arsenal, mais il la décline également, son compatriote écossais George Graham prenant ensuite le poste,. Cet été-là, des rumeurs le voient succéder à Ron Atkinson à Manchester United, le club ayant chuté à la quatrième place dans le championnat anglais après un démarrage prometteur de dix victoires. Ferguson reste finalement au club durant l'été, jusqu'au limogeage d'Atkinson en novembre 1986.

### Entraîneur de Manchester United

#### Débuts à Old Trafford
Ferguson signe finalement à Manchester United le 6 novembre 1986, alors que les Mancuniens sont 21e (avant-dernier) en championnat. À son arrivée, il s'inquiète que nombre de ses joueurs, tels que Norman Whiteside, Paul McGrath et Bryan Robson soient alcooliques, et se trouve déprimé par leur niveau de condition physique. Malgré le drame du décès de sa mère Elizabeth, à l'âge de 64 ans, trois semaines après sa nomination, il parvient à imposer sa discipline et renforcer la cohésion du groupe, qui termine la saison à la 11e place.
Pour son premier match le 8 novembre à Old Trafford face à Oxford United FC, il subit une défaite 2-0. Sept jours plus tard, il accroche un match nul face à Norwich City nouvellement promu. Il enchaîne avec une première victoire à domicile face à QPR (1-0) le 22 novembre. Les résultats s'améliorent au fur et à mesure que la saison avance, au point de remporter leur première (et seule) victoire à l'extérieur contre leurs rivaux de Liverpool lors du Boxing Day. Il paraît alors évident que United est sur le bon chemin, d'autant que l'année 1987 débute sur une bonne note avec une victoire 4-1 contre Newcastle United. La seconde moitié de la saison est relativement bonne, malgré d'occasionnelles défaites, le club terminant 11e au classement. En fin de saison, Ferguson parvient à faire venir à ses côtés Archie Knox (en), son ancien assistant à Aberdeen.
Pour la saison 1987-1988, Ferguson fait signer plusieurs joueurs réputés : Steve Bruce, Viv Anderson, Brian McClair et Jim Leighton. Ces recrues apportent un sang frais bienvenu à l'équipe de Manchester, qui termine à la deuxième place en ne concédant que cinq défaites. United compte finalement neuf points de retard sur Liverpool, un écart qui a été à deux chiffres pendant une partie de la saison, illustration de l'écart entre les deux clubs encore.
À l'été 1988, le club fait revenir Mark Hughes, deux ans après son départ au FC Barcelone, pour un montant record de 1,8 million de livres (M£). La saison suivante est pourtant un échec avec une décevante onzième place en championnat et une élimination à domicile contre Nottingham Forest (1-0) au 6e tour de Cup. Deux mauvaises séries (neuf matchs sans victoire entre octobre et novembre, puis une autre période au dernier trimestre) ont plombé l'exercice mancunien. Au cours de la saison, United a joué des matchs amicaux contre la sélection nationale des Bermudes et contre le Somerset County Cricket Club dans le cadre de la tournée de l'équipe des Bermudes en Angleterre. Ferguson, 47 ans, et son assistant Archie Knox, 41 ans, disputent le match contre le Somerset. Ce match sera la seule apparition d'entraîneur en équipe première de Manchester United.
Pour la saison suivante, Ferguson obtient de ses dirigeants un investissement important pour renforcer son groupe : les milieux de terrain Neil Webb, Mike Phelan et Paul Ince, ainsi que le défenseur Gary Pallister et l'ailier Danny Wallace arrivent à Old Trafford. La saison débute en match d'ouverture par une nette victoire (4-1) sur Arsenal, le champion en titre. Mais la forme des Mancuniens décline rapidement. En septembre, United subit une humiliante défaite (5-1) sur le terrain de Manchester City. À la suite d'une série de six défaites et deux nuls en huit matchs, les supporters réclament le départ de Ferguson avec une banderole dépliée à Old Trafford :
« Three years of excuses and it's still crap... Ta-ra Fergie »
« Trois ans d'excuses et c'est toujours la merde... Au revoir Fergie »
Ce souhait est partagé par certains journalistes. Ferguson dira de cette période de décembre 1989 qu'elle fut « la plus sombre dont il eut à souffrir ». United termine la décennie juste au-dessus de la zone de relégation. Pourtant Ferguson est maintenu par le conseil d'administration qui, bien que déçu par le manque de succès en championnat, se fait compréhensif étant donné les blessures de plusieurs joueurs importants, et la réorganisation engagée dans l'encadrement.
Après une série de sept matches sans victoire, Manchester United doit affronter Nottingham Forest en FA Cup. Forest dispose alors d'une équipe redoutable, en passe de gagner la Coupe de la ligue pour la seconde année consécutive, qui part donc favorite. Alors que les médias annoncent le licenciement de Ferguson en cas de défaite, les Mancuniens l'emportent grâce à un but de Mark Robins et se qualifient pour la finale. Bien que ce match soit considéré comme un tournant dans la carrière de Ferguson à Manchester, il a depuis été établi que son renvoi n'était toujours pas à l'ordre du jour,,. United remporte finalement la Coupe d'Angleterre (la FA Cup) le 17 mai 1990 en battant Crystal Palace (1-0) en match d'appui, après le match nul (3-3) ayant sanctionné la première finale. Les trois buts encaissés lors du premier match ayant été largement imputés au gardien de but Jim Leighton, Ferguson a du écarter l'ancien joueur d'Aberdeen, remplacé par Les Sealey (en). Ferguson remporte ainsi son premier trophée majeur en tant que manager de Manchester United.

#### Premier titre de champion en 1993

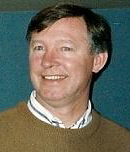
Alex Ferguson en 1992.

Malgré la victoire en Cup la saison précédente, les doutes sur la capacité de Ferguson à remporter le championnat, qui échappe au club depuis l'ère Matt Busby, ne sont pas complètement dissipés. L'équipe hausse sensiblement son niveau de jeu lors de la saison qui suit, comme l'illustre la victoire 6-2 sur Arsenal à Highbury. Mais son inconstance en championnat lui fait concéder trop de défaites : elle termine la saison au sixième rang. Début mars, un jeune joueur de 17 ans, Ryan Giggs, fait ses débuts en équipe première.
Les Mancuniens atteignent par ailleurs la finale de Coupe de la Ligue, perdue face à Sheffield Wednesday (1-0), et surtout la finale de la Coupe d'Europe des vainqueurs de coupe, après avoir écarté Montpellier HSC et le Legia Varsovie notamment. Le 15 mai 1991, Manchester United affronte à Rotterdam le FC Barcelone, champion d'Espagne cette saison-là, et l'emporte grâce à deux buts de Bruce et Hughes. Cette victoire vainc enfin le scepticisme entourant Ferguson après ses cinq premières années dans le club. Après le match Ferguson promet que United remportera le championnat la saison suivante.
À la suite du départ d'Archie Knox aux Glasgow Rangers, comme assistant de Walter Smith, Ferguson promeut l'entraîneur de l'équipe de jeunes Brian Kidd. Ferguson poursuit aussi le renforcement de son équipe. Dès le 26 Mars 1991, l'ailier ukrainien Andrei Kanchelskis signe en provenance du Chakhtar Donetsk pour 650 000 M£. Puis le 6 août sont présentées deux autres recrues : le gardien danois Peter Schmeichel, qui arrive enfin de Brondby pour 505 000 M£ après de premières négociations avortées et le défenseur central Paul Parker, que QPR accepte de céder pour un montant compris entre 1,7 et 2 M£. Ferguson voit en Parker un latéral droit en devenir. L'écossais compte également sur sa jeune classe, et plus particulièrement sur deux ailiers : Ryan Giggs, sur qui Fergie fonde de grands espoirs et qui a fait ses débuts en mars à 17 ans, et Lee Sharpe, tout juste auréolé du titre de meilleur espoir du championnat (PFA Young Player of the Year). Les deux jeunes joueurs sont notamment appelés à compenser l'indisponibilité croissante de Danny Wallace. Malgré ce sang neuf, Ferguson ne parvient pas à tenir sa promesse de remporter le championnat, ce dont les médias lui feront grief. United a laissé le titre de champion à son rival Leeds United après avoir mené au classement durant une grande partie de la saison, à cause d'une seconde partie de saison catastrophique marquée par une grande stérilité offensive. United remporte malgré tout la Coupe de la Ligue anglaise et la Supercoupe de l'UEFA pour la première fois de son histoire.
Ferguson estime alors que son échec à obtenir la signature de Mick Harford, l'attaquant de Luton Town, a coûté le titre au club. Il recherche dès lors la perle qui permettrait à son équipe d'acquérir une « dimension supplémentaire ». Il tente de faire signer le buteur de Southampton Alan Shearer, mais ce dernier rejoint finalement Blackburn Rovers, largement financé par le baron de l'acier Jack Walker (en). Ferguson approche également l'attaquant de Sheffield Wednesday David Hirst, mais le manager Trevor Francis rejette ses offres. En fin de compte, il opte pour l'attaquant de Cambridge United Dion Dublin, recruté pour environ 1 M£. Pour le club, c'est la seule signature estivale majeure, et celle-ci se fera briser la jambe dès septembre contre Crystal Palace. La grave blessure de Dublin, ainsi que le démarrage plus que poussif de l'équipe dans la toute nouvelle Premier League (seulement 10e début novembre) conduisent Ferguson à investir 1,2 M£ pour attirer le charismatique attaquant français de Leeds United Éric Cantona. Ce transfert n'était pas quelque chose d'initialement envisagé par Ferguson, mais une offre déclinée de Leeds pour son latéral Denis Irwin mène à une discussion décisive à propos de Cantona,. Ce dernier va rapidement imposer sa griffe, au côté de Mark Hughes. Le duo tire l'équipe vers le haut du tableau et les Mancuniens, devenus irrésistibles, terminent champions avec dix points d'avance sur Aston Villa. Le titre est officialisé après la défaite des dauphins face à Oldham le 2 mai 1993. Après 26 ans d'attente, MU remporte de nouveau le championnat. Ferguson est élu Manager of the Year (Manager de l'année) par la League Managers' Association (Association des managers de la Premier League).

#### Doublés coupe-championnat en 1994 et 1996
La saison 1993-1994 est celle de la confirmation. Ferguson recrute Roy Keane, jeune milieu de terrain de Nottingham Forest, pour un montant record dans le football britannique de 3,75 M£. L'arrivée de l'irlandais prépare la succession du capitaine Bryan Robson, dont il s'agit de la dernière saison au club. Les Mancuniens dominent la Premier League pratiquement du début à la fin, de sorte que Ferguson est en août le premier vainqueur du Premier League Manager of the Month en français : « Manager du mois de la Premier League », un trophée introduit cette saison-là. Éric Cantona est le meilleur buteur du club, avec 25 buts toutes compétitions confondues, malgré deux expulsions à cinq jours d'intervalle en mars 1994. Les Mancuniens atteignent également la finale des deux coupes nationales : en Coupe de la Ligue, ils s'inclinent face à Aston Villa (3-1), dirigé par le prédécesseur de Ferguson à Manchester, Ron Atkinson. En FA Cup en revanche, Manchester United inflige à Chelsea une défaite cinglante (4-0). Ferguson remporte là son deuxième doublé coupe-championnat personnel, après celui de 1985 avec Aberdeen. La défaite en Coupe de la Ligue l'empêche de rééditer l'exploit réalisé avec Aberdeen en 1983, à savoir le triplé. Pour sa première participation à la nouvelle Ligue des champions, United s'incline rapidement (dès le deuxième tour) face aux Turcs de Galatasaray SK, d'après la règle des buts marqués à l'extérieur.
Ferguson ne réalise qu'un seul recrutement à l'intersaison : David May vient de Blackburn Rovers pour 1,2 M£. Des rumeurs font état d'approches concernant le jeune attaquant de Norwich City, Chris Sutton mais ce dernier signe finalement pour Blackburn Rovers. Le 10 janvier 1995, Ferguson attire l'attaquant de Newcastle Andy Cole, pour la coquette somme de 7 M£ (le jeune Keith Gillespie faisant le chemin inverse), dans un contexte d'explosion des montants sur le marché des transferts.
1994-1995 s'avère une saison plus chaotique pour Ferguson. Alors que le club est en course pour un troisième titre consécutif, Cantona, la star et capitaine de l'équipe, est lourdement sanctionné pour avoir agressé un supporter de Crystal Palace lors d'un match à Selhurst Park. Il est suspendu huit mois, dont les quatre derniers mois de compétition et écope d'une peine de prison de 14 jours, une sentence remplacée en appel par une ordonnance de service communautaire de 120 heures. Du côté positif, la saison voit percer de jeunes joueurs : Gary Neville, Nicky Butt et Paul Scholes, qui ont été d'une grande aide durant les absences des joueurs plus expérimentées.
Finalement United perd le championnat à la dernière journée après un match nul 1-1 contre West Ham United, alors qu'une victoire lui aurait permis de conserver le titre. Blackburn Rovers, porté par l'efficacité de son duo d'attaque Shearer-Sutton, est champion 81 ans après sa dernière couronne. La semaine suivante, United s'incline en finale de Cup face à Everton (1-0).
Ferguson décide de procéder à un renouvellement : il laisse partir trois joueurs vedettes sans les remplacer, ce qui lui vaut d'être fortement critiqué par les médias : Paul Ince rejoint l'Inter Milan pour 7,5 M£, l'emblématique attaquant Mark Hughes est soudainement vendu à Chelsea pour 1,5 M£, enfin Andrei Kanchelskis part à Everton pour un peu moins de 5 M£. Ferguson tente en vain de le remplacer par l'ailier de Tottenham, Darren Anderton. L'écossais approche aussi le Néerlandais de l'Ajax d'Amsterdam Marc Overmars (vainqueurs de la dernière Ligue des champions, alors gravement blessé au genou droit) et l'Italien de la Juve, Roberto Baggio, considéré alors comme l'un des meilleurs joueurs du monde. Mais ce dernier reste dans son pays et signe pour l'AC Milan. Surtout, Ferguson estime que United peut compter sur des jeunes joueurs de talent, prêts à jouer en équipe première. Cette génération, qui sera baptisée les « Fergie's Fledglings » ou encore « The Class of '92 », compte Ryan Giggs, Gary Neville, Nicky Butt et Paul Scholes, déjà susmentionnés, mais aussi Phil Neville et David Beckham. Tous sont en voie pour devenir des membres importants de l'équipe. Ainsi la saison 1995-1996 débute sans signature importante, contrairement à ses concurrents d'Arsenal, Liverpool et Newcastle United, qui font alors la une des tabloïdes avec leur recrutement.
Après sa défaite inaugurale face à Aston Villa (3-1), les médias ne se privent pas pour écrire que United a perdu du fait du nombre de joueurs inexpérimentés alignés par Ferguson. On lit par exemple dans la presse « You can't win anything with kids » en français : « Vous ne pouvez gagner quoi que ce soit avec des enfants ». Pourtant l'équipe va remporter ses cinq matches suivants, se vengeant notamment d'Everton à Goodison Park (3-2) pour la finale de FA Cup, et battant sur son terrain les champions en titre Blackburn Rovers, qui se battront de leur côté pour le maintien.
Malgré le retour de suspension de Cantona, qui renforce sensiblement son équipe, les Mancuniens comptent dix points de retard sur Newcastle United en décembre. La victoire à domicile contre les Tynesiders (2-0) le 27 décembre puis celle sur Queen's Park Rangers réduit la différence à quatre points, mais les Magpies parviennent rapidement à refaire leur large avance. Le titre paraît alors promis à ces deniers. L'écart va pourtant fondre progressivement. Le 4 mars, MU s'impose à Newcastle, réduisant l'écart de quatre à un seul point. Finalement Newcastle perd pied et se fait dépasser. Début avril, le célèbre manager de Newcastle Kevin Keegan explose en direct à la télévision : « I'd love it if we beat them! Love it! » en français : « J'aurais adoré les battre ! J'aurais adoré ! ». Cette déclaration fait alors penser que Ferguson a bien pris le dessus sur son adversaire. Le sacre de United est acté lors de la dernière journée de la saison, après une nette victoire sur Middlesbrough (3-0), géré par l'ancien capitaine de Manchester Bryan Robson, que l'on disait volontiers revanchard.
Manchester rencontre en finale de FA Cup son rival historique, Liverpool, et s'impose grâce à un but tardif de Cantona (1-0). Manchester United devient le premier club anglais à remporter une deuxième fois le doublé coupe-championnat.
La saison suivante voit Alex Ferguson guider son équipe à un quatrième titre de champion en cinq saisons. Le manager procède à 4 recrutements cette année là. Deux Norvégiens peu connus, le défenseur Ronny Johnsen et l'attaquant Ole Gunnar Solskjaer, arrivent au club pour respectivement 1,2M£ et 1,5M£ et s'adaptent rapidement. L'ailier Karel Poborský est recruté au Sparta Prague pour 3,5 M£ après d'âpres négociations. Jordi Cruyff clôt la marche, en provenance du FC Barcelone contre 1,4 M£. À la fin de l'automne cependant, les Mancuniens traversent une crise, en subissant trois défaites d'affilée en championnat en concédant 13 buts et en perdant leur invincibilité vieille de 40 ans à Old Trafford en Coupe d'Europe, contre Fenerbahçe. L'équipe atteint malgré tout les demi-finales de la Ligue des champions, perdue face au Borussia Dortmund. Solskjaer surprend en terminant meilleur buteur du club cette saison. À la fin de la saison, Cantona annonce sa retraite sportive. Il sera remplacé un mois plus tard avec l'arrivée d'un profil similaire, l'expérimenté Teddy Sheringham en provenance de Tottenham contre 3,5 M£.

#### Le triplé historique de 1999
Manchester United s'incline à Leeds United en septembre 1997 après sept mois sans défaite et perd Roy Keane, son capitaine, pour le reste de la saison. Ferguson choisit Peter Schmeichel pour reprendre le brassard. Les Mancuniens prennent cependant la tête du championnat où, étant donné les faillites sportives de Liverpool et Chelsea, leur seul adversaire crédible est Arsenal. L'écart en tête monte à onze points pendant l'hiver. Dans les autres compétitions, l'équipe déçoit en étant éliminée de la FA Cup par Barnsley en match d'appui, et surtout par l'AS Monaco en Ligue des champions, au stade des quarts de finale. Finalement Arsenal parvient à rattraper MU, l'ailier Marc Overmars inscrivant un but décisif lors du duel des deux équipes à Old Trafford. Le club londonien, dirigé par Arsène Wenger pour la première fois, remporte finalement le doublé coupe-championnat, grâce à une fin de saison parfaite. Ferguson reconnaît la supériorité de ses nouveaux rivaux lors de cet exercice. Il utilise leur performance afin de motiver ses troupes, notamment les plus jeunes.
Le constat de la compétitivité d'Arsenal pousse aussi l'écossais à renouveler des postes clés et à penser à la profondeur de son effectif, après 2 saisons sans grands investissements. À l'intersaison, le contrat de Brian McClair n'est pas renouvelé et Gary Pallister, sur le déclin malgré son statut de titulaire et de leader, est cédé à Middlesbrough pour 2,5 M£. Il est rapidement remplacé par l’impressionnant défenseur Jaap Stam, qui arrive du PSV Eindhoven pour 10,75 M£, somme record pour un défenseur à l'époque. Le néerlandais sera suppléé par l'émergent Wes Brown, grand espoir du club. L'ailier Jesper Blomqvist signe ensuite en provenance de Parme pour 4,4 M£, afin de densifier l'effectif au milieu de terrain. Un temps envisagée, la piste menant à l'attaquant Patrick Kluivert n'aboutit pas et United va trouver un accord avec Aston Villa pour faire venir Dwight Yorke, loué par Ferguson pour sa capacité de dribble et ses déplacements dans les 40 derniers mètres. L'investissement est de taille (12,6 M£) et le transfert est finalement complété le 20 août 1998, concluant un été décisif pour Manchester United.
La saison qui vient de débuter sera celle de la consécration, malgré les remous en interne liés à l'offre publique d'achat du club, menée par la chaîne de télévision BSkyB (conduite fin 1998, l'opération est finalement interdite par les autorités en avril 1999). L'équipe réalise un début de saison de haut niveau, se montrant régulière dans ses performances. L'équipe s'incline pour la dernière fois en décembre face à Middlesbrough, en l'absence de Ferguson, empêché par un deuil. 1999 voit l'équipe hausser son niveau de jeu et sa cohésion. Elle remporte d'abord la FA Cup face à Newcastle United (2-0), après avoir écarté les tenants du titre en demi-finale, après prolongation. Puis elle remporte le championnat, après une lutte serrée avec les Canonniers d'Arsenal. En Ligue des Champions, MU est deuxième de son groupe, derrière le Bayern Munich mais devant le FC Barcelone. Il sort l'Inter Milan en quart de finale, puis la Juventus de Turin. Malgré un match nul (1-1) arraché au match aller à Old Trafford, Ferguson se montre confiant avant le déplacement en Italie. Filippo Inzaghi inscrit deux buts pour son équipe mais Keane sonne le retour des siens en reprenant un centre de Beckham. Puis Yorke égalise et Cole offre finalement la victoire aux Anglais. Roy Keane a réalisé une prestation de très haut vol mais il se voit privé de finale pour un carton jaune, tout comme Paul Scholes. Ferguson doit donc composer sans son entrejeu habituel pour la finale, qui a lieu à Barcelone.
Au Camp Nou, United retrouve le Bayern Munich. Ferguson choisit de pallier les absences de Keane et Scholes en recentrant Beckham dans l'axe du terrain, en décalant Giggs sur l'aile droite et en titularisant Nicky Butt à la récupération et Jesper Blomqvist sur l'aile gauche. Manchester United se fait cueillir à froid et le Bayern ouvre le score après six minutes de jeu, sur un coup franc de Mario Basler. Le score n'évolue pas jusqu'aux arrêts de jeu de la seconde période, lorsqu'à la suite d'un corner de Beckham, Sheringham égalise en prolongeant une reprise de volée écrasée de Ryan Giggs. Quelques minutes plus tard, sur un nouveau corner tiré par Beckham, c'est Solskjær qui reprend le ballon au second poteau, offrant la victoire à son équipe. A l'issue du match, Ferguson déclare :
« I can't believe it. I can't believe it. Football, bloody hell. But they never gave in and that's what won it. »
« Je ne peux pas le croire. Je ne peux pas le croire. Le football, bon sang. Mais ils n'ont jamais abandonné et c'est pourquoi ils ont gagné. »
500 000 personnes fêtent les héros dans les rues de Manchester. Le triplé Premier League, Coupe d'Angleterre et Ligue des Champions réussi par les « Red Devils » est sans précédent. Le club devient le plus riche et le plus valorisé au monde.
Confronté au départ de son gardien mythique Peter Schmeichel, Ferguson recrute Mark Bosnich et l'Italien Massimo Taibi, appelé à être titulaire. Ce dernier ne dispute finalement que quatre matchs, dont une défaite cuisante 5-0 face à Chelsea en octobre, la première en championnat en 1999. En novembre, United remporte la Coupe intercontinentale 1999 face aux Brésiliens de Palmeiras. C'est la première victoire du club dans la compétition, après une défaite en 1968. Le club parvient à conserver son titre national sans difficulté, ne perdant qu'à trois reprises, mais est éliminé en quart de finale de la Ligue des champions par le Real Madrid CF, futur vainqueur.

#### Nouvelle ère et transition
En 2000, Ferguson décide de recruter pour renforcer encore son équipe. Il jette son dévolu sur le prolifique buteur du PSV Eindhoven Ruud van Nistelrooy. Ce dernier échoue à la visite médicale du fait de problèmes au genou, mais le transfert se concrétisera finalement l'année suivante, pour un montant record de 19 millions de livres, . Peu satisfait de son gardien, il recrute également le Français Fabien Barthez, champion du monde et d'Europe avec les Bleus, pour 7,8 millions de livres. L'équipe mancunienne remporte un troisième titre de champion d'affilée, un exploit qui n'avait été réalisé que par trois autres clubs jusque-là. L'exploit est obscurci par les relations difficiles qu'il entretient avec la direction du club. En mai 2001, il annonce son départ probable à la fin de son contrat. Finalement les parties trouvent un accord quelques semaines plus tard.
À l'été 2001, Ferguson bat de nouveau ses records de transfert en recrutant le milieu de terrain argentin Juan Sebastián Verón pour 28 millions de livres ; Stam faisant le chemin inverse à la suite de commentaires peu appréciés par l'entraîneur publiés dans la biographie du joueur Head to Head. Stam est remplacé par Laurent Blanc, malgré ses 36 ans. Ferguson manque par contre Patrick Vieira et Sol Campbell, qui rejoint Arsenal. Côté staff, il perd son adjoint McClaren, nommé manager de Middlesbrough, remplacé par Jimmy Ryan. Quelques années plus tard, Ferguson dira avoir regretté le départ de Stam. Alors que le contrat de Ferguson s'achève en fin de saison, United manque complètement son début de saison, jusqu'à atteindre la neuvième position après une défaite à domicile contre West Ham en décembre. Après l'annonce de la prolongation de Ferguson jusqu'en 2005, ses joueurs remportent huit victoires de rang et parviennent finalement à accrocher la 3e place, derrière Arsenal et Liverpool. En Ligue des champions, ils s'inclinent de justesse en demi-finale face au Bayer Leverkusen. Éliminé également des coupes nationales, MU termine la saison sans nouveau trophée.

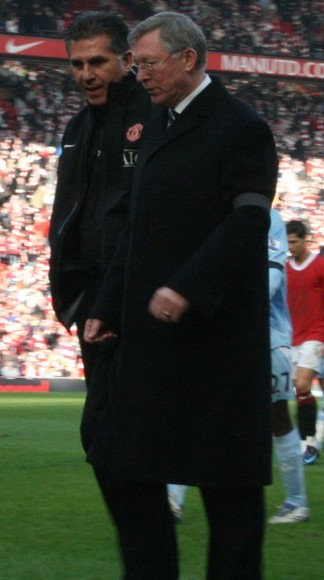
Ferguson et son assistant Carlos Queiroz.

Manchester United repousse une nouvelle fois le record de transfert britannique en recrutant le défenseur de Leeds United Rio Ferdinand pour environ 30 M£. Ferguson fait appel au Portugais Carlos Queiroz comme adjoint. La saison 2002-2003 permet aux Mancuniens de remporter un huitième titre de Premier League, grâce à une fin de saison étonnante où ils rattrapent huit points de retard sur Arsenal en remportant dix de leur onze derniers matchs. Ferguson sort vainqueur du duel psychologique qui s'est mis en place avec Arsène Wenger.
En 2004, MU remporte sa 11e FA Cup mais perd le championnat, remporté par une équipe d'Arsenal restée invaincue et s'incline en Europe face au FC Porto, futur vainqueur. Le groupe a été affecté par la suspension pour huit mois de Rio Ferdinand, qui a manqué à ses obligations de contrôle antidopage, et les échecs des recrutements de Eric Djemba-Djemba et José Kléberson. Le club n'est pas parvenu à signer le Brésilien Ronaldinho, parti au FC Barcelone, mais a préparé l'avenir avec Cristiano Ronaldo, un adolescent génial venu du Sporting Portugal, rejoint la saison suivante par l'Anglais Wayne Rooney, venu d'Everton FC pour 20 M£. Malgré les exploits des deux jeunes, âgés de 19 ans, les blessures chroniques de van Nistelrooy pénalisent l'équipe, qui termine de nouveau à la 3e place. Éliminé par l'AC Milan en huitièmes de finale de C1, Ferguson connaît une nouvelle année sans trophée, la quatrième depuis 1990.
La saison 2005-2006 débute par un conflit ouvert avec John Magnier, l'un des propriétaires du consortium de courses hippiques Coolmore, avec lequel il partage la propriété du champion Rock of Gibraltar. Magnier et son partenaire J.P. McManus s'accordent pour vendre leurs parts dans le club à un Américain, Malcolm Glazer, qui prend le contrôle total du club. Cette prise de contrôle est rejetée par les fans et perturbe le début de saison du MU. Malgré tout, Ferguson parvient à recruter le gardien international néerlandais Edwin van der Sar et la vedette coréenne Park Ji-sung. Le 18 novembre, quand Roy Keane annonce son départ à l'amiable, une page se tourne. United est rapidement éliminé de la Ligue des champions mais parvient à conserver la deuxième place derrière l'intouchable Chelsea. La victoire en League Cup évite à Ferguson de connaître une deuxième saison vierge d'affilée.

#### Retour au plus haut niveau continental
Michael Carrick vient compenser à l'été 2006 le départ de Keane. L'équipe de Ferguson débute bien la saison, remportant ses quatre premiers matchs de championnat. Elle prend définitivement la tête de la Premier League à la 10e journée et ne l'abandonnera plus. Patrice Évra et Nemanja Vidić, les recrues de l'hiver précédent, forment avec Ferdinand et Gary Neville une défense de fer. Carrick s'avère un partenaire efficace de Paul Scholes. Park Ji-sung et Ryan Giggs provoquent sur les ailes et offrent les munitions nécessaires à Wayne Rooney et Cristiano Ronaldo en pointe. Le 6 novembre, Ferguson fête ses vingt ans sur le banc de Manchester United, tous les acteurs du football anglais lui rendant hommage à cette occasion. Pourtant la fête est brève car le lendemain, ses joueurs s'inclinent en League Cup face à un club modeste, Southend United FC. Le 1er décembre il obtient le prêt d'Henrik Larsson, malgré ses 35 ans, un joueur qu'il apprécie de longue date. Le 23 décembre, Cristiano Ronaldo inscrit le 2000e but mancunien depuis l'arrivée de Ferguson. MU est privé en fin de saison du 4e doublé de son histoire par Chelsea, sur un but de Didier Drogba. En Europe, l'équipe se qualifie pour les demi-finales après une victoire historiquement sévère sur l'AS Rome (7-1), mais s'y incline devant le Milan AC. Malgré tout, il apparaît que c'est le retour de MU au premier plan.
En 2007, Ferguson parvient à recruter Owen Hargreaves, après un an de négociations avec le Bayern Munich, l'ailier portugais Nani, le meneur de jeu brésilien Anderson et le fantasque attaquant argentin Carlos Tévez à l'issue de négociations complexes. United manque son début de saison, marqué par une défaite face aux rivaux de Manchester City, avant de retrouver Arsenal dans un duel pour le titre. Ferguson indique à cette époque qu'il dirige le meilleur groupe qu'il ait jamais eu.
Le 16 février 2008, United élimine sèchement Arsenal en FA Cup, mais déçoit dans la foulée en s'inclinant devant Portsmouth à Old Trafford. Pour la deuxième fois cette saison (après une défaite en championnat sur le terrain de Bolton), Ferguson attaque l'arbitrage. Il vise cette fois nommément Keith Hackett, le directeur du Professional Game Match Officials Board (en), chargé de la sélection des arbitres.

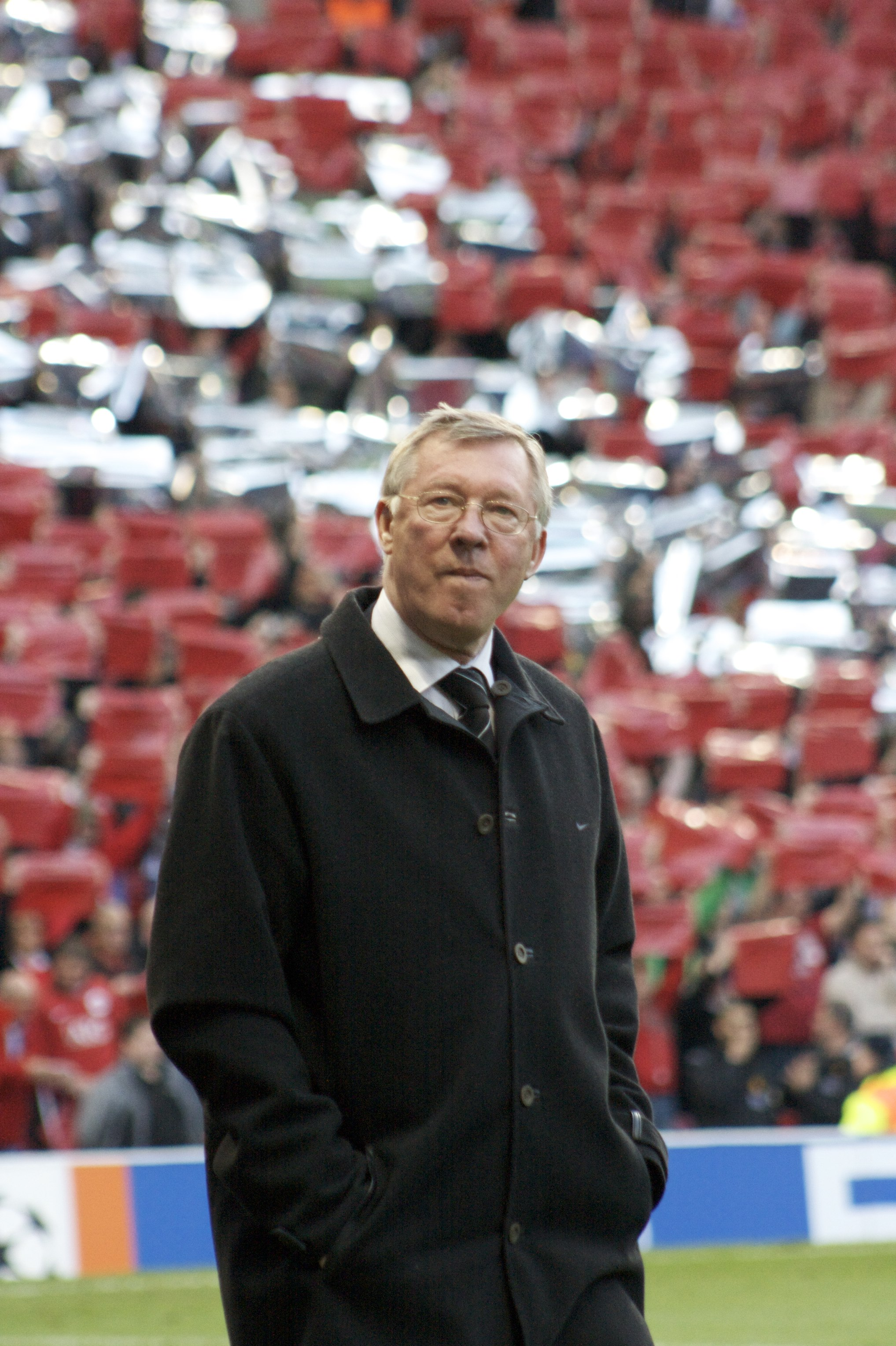
Ferguson en 2009.

Le 11 mai, l'équipe de Ferguson remporte cependant un 10e titre de Premier League, 25 ans jour pour jour après le triomphe européen d'Aberdeen. Dix jours plus tard, les Mancuniens défient en finale de la Ligue des champions leur dauphin en championnat : Chelsea FC. Après un match nul 1-1, ils l'emportent aux tirs au but (6-5), malgré l'échec dans l'exercice de Cristiano Ronaldo. Mais le loupé de John Terry et l'arrêt d'Edwin van der Sar sur la tentative de Nicolas Anelka offrent le trophée aux hommes de Ferguson, titré pour la seconde fois. Il annonce dans la foulée qu'il partira dans les trois saisons à venir, c'est-à-dire d'ici 2011.

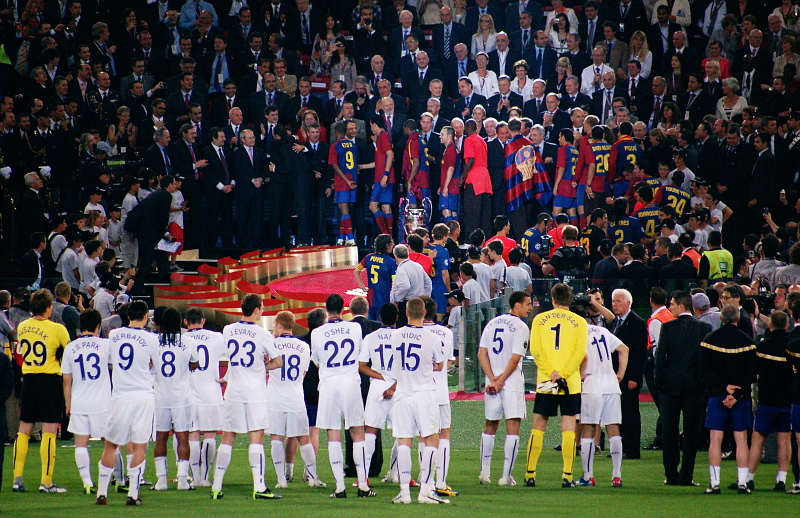
Les Mancuniens assistant au sacre du FC Barcelone.

Malgré un départ manqué, Manchester United parvient à conserver son titre national en 2009, après avoir remporté logiquement la Coupe du monde des clubs de la FIFA 2008, organisée au Japon en décembre. Ferguson devient ainsi le premier entraîneur de l'histoire du football anglais à remporter, à deux reprises, le championnat trois fois d'affilée. Ferguson en est alors à onze titres de champion avec MU. Le club remporte ainsi son 18e championnat, égalant le record détenu par Liverpool FC. Les Mancuniens remportent également la Football League Cup aux tirs au but face à Tottenham Hotspur. Surtout, ils se qualifient de nouveau pour la finale de la Ligue des champions mais s'inclinent face à l'imbattable FC Barcelone de Pep Guardiola, qui réalise cette année un sextuplé unique dans l'histoire du football.
Ferguson déclare en fin de saison qu'il restera à United aussi longtemps que sa santé lui permettra, et qu'il espère bien encore remporter un nouveau titre de champion, qui permettrait à son club de dépasser le record de Liverpool.

#### Le record national de Manchester
En février 2010, Ferguson ajoute un nouveau titre à son palmarès avec la Football League Cup, remportée aux dépens d'Aston Villa FC. Mais ses ambitions européennes sont contrecarrées par le Bayern Munich, vainqueur en quart de finale au nombre de buts marqués à l'extérieur, et son souhait d'offrir un 19e titre de champion à son club se heurte aux résultats de Chelsea, qui conserve un point d'avance au classement jusqu'à la dernière journée. Des rumeurs insistantes annoncent le départ de Ferguson à la fin de la saison suivante, auxquelles il répond qu'il souhaite partir sur une saison de succès.
La saison 2010-2011 débute par un succès en FA Community Shield face à Chelsea. Le 19 décembre, Ferguson devient l'entraîneur ayant connu le plus long mandat sur le banc du club, devant les 24 ans de Matt Busby. Il remporte le championnat en fin de saison, offrant à son club le record du nombre de titres de champion. Le 1er mars 2011, Alex Ferguson met fin à une série record de 166 matchs sans aligner les mêmes joueurs au coup d'envoi. La dernière fois qu’il a reconduit la même équipe sur deux matchs d’affilée, c’était en mai 2008.
Manchester United s'offre une troisième finale de Ligue des champions en quatre ans, face au FC Barcelone, encore. Les Anglais s'inclinent de nouveau (3-1), assez logiquement. Ce qui fait dire au célèbre commentateur sportif Alan Hansen que le titre de champion est essentiellement l’œuvre de l'entraîneur, l'équipe mancunienne n'étant cette saison pas si forte...
À la suite des départs en retraite de van der Sar, Gary Neville et Paul Scholes en 2011, Ferguson investit dans le marché des transferts anglais en recrutant le défenseur Phil Jones et l'ailier Ashley Young pour environ 17 M£ chacun, ainsi que le gardien espagnol David de Gea venu de l'Atlético Madrid pour 19 M£. En septembre, Ferguson dirige son 1000e match sur le banc de MU, face à Southampton, et remporte son 100e succès en Ligue des champions face à Galatasaray, à Old Trafford. Mais en fin de saison, l'équipe fait chou blanc : devancée en championnat à la différence de buts par les rivaux de Manchester City, racheté et largement financé par un fonds d'investissement émirati en 2008, l'équipe de Ferguson est éliminée de la Ligue des champions dès la phase de groupes par les Suisses du FC Bâle. Repêchée en Ligue Europa 2011-2012, elle est éliminée en 8e de finale par l'Athletic Bilbao.
Après avoir remporté un 13e titre de champion en 2012-2013 sans difficulté (Manchester City et Chelsea connaissant chacun des résultats en dents de scie), Ferguson annonce le 8 mai 2013 son retrait du poste de manager. Il reste cependant au club comme directeur et ambassadeur. C'est la fin d'une ère. Le premier ministre britannique David Cameron lui rend hommage, tout comme ses anciens joueurs et dirigeants. Ferguson révèle qu'il a pris sa décision en décembre 2012 et qu'il lui a été difficile de la conserver secrète. Il est remplacé par un autre Écossais, David Moyes, venu d'Everton FC. David Gill, au club depuis 1997 et directeur exécutif depuis 2003, s'en va également.

## Statistiques

### Joueur
| Saison    | Club            | Pays   | Matchs | Buts |
| --------- | --------------- | ------ | ------ | ---- |
| 1957-1960 | Queen's Park FC | Écosse | 31     | 15   |
| 1960-1964 | St Johnstone    | Écosse | 37     | 19   |
| 1964-1967 | Dunfermline     | Écosse | 89     | 66   |
| 1967-1969 | Glasgow Rangers | Écosse | 41     | 25   |
| 1969-1973 | Falkirk         | Écosse | 95     | 37   |
| 1973-1974 | Ayr United      | Écosse | 24     | 9    |
| Total     |                 |        | 324    | 171  |

### Entraîneur
| Équipe             | Division                                                             | Pays       | Début             | Fin             | Matchs | Matchs | Matchs | Matchs | Buts | Buts | Stats   | Stats   | Stats   |
| Équipe             | Division                                                             | Pays       | Début             | Fin             | J      | V      | N      | D      | BP   | BC   | Vic. %  | Nul %   | Déf. %  |
| ------------------ | -------------------------------------------------------------------- | ---------- | ----------------- | --------------- | ------ | ------ | ------ | ------ | ---- | ---- | ------- | ------- | ------- |
| East Stirlingshire | Division Two (D2)                                                    | Écosse     | 1er juin 1974     | 20 octobre 1974 | 17     | 9      | 2      | 6      | 36   | 28   | 52,95 % | 11,76 % | 35,29 % |
| St. Mirren         | Division Two (1974-1977) puis Premier Division (D1) (1977-1978)      | Écosse     | 21 octobre 1974   | 31 mai 1978     | 169    | 74     | 41     | 54     | 292  | 222  | 43,79 % | 24,26 % | 31,95 % |
| Aberdeen           | Premier Division                                                     | Écosse     | 1er août 1978     | 5 novembre 1986 | 459    | 272    | 105    | 82     | 914  | 374  | 59,26 % | 22,88 % | 17,86 % |
| Écosse             |                                                                      | Écosse     | 10 septembre 1985 | 13 juin 1986    | 10     | 3      | 4      | 3      | 8    | 5    | 30,00 % | 40,00 % | 30,00 % |
| Manchester United  | First Division (D1) (1986-1992) puis Premier League (D1) (1992-2013) | Angleterre | 6 novembre 1986   | 19 mai 2013     | 1500   | 895    | 338    | 267    | 2769 | 1365 | 59,68 % | 22,50 % | 17,82 % |
| Total              | Total                                                                | Total      | Total             | Total           | 2153   | 1252   | 489    | 412    | 4012 | 1988 | 58,15 % | 22,71 % | 19,14 % |

Mise à jour : 20 mai 2013

## Palmarès joueur

### En club
| Saint Johnstone FC (1)                | Dunfermline Athletic FC   | Rangers FC                                                                                     | Falkirk FC                             |
| ------------------------------------- | ------------------------- | ---------------------------------------------------------------------------------------------- | -------------------------------------- |
| - Division Two (D2) - Champion : 1963 | - Ligue des champions1965 | - Scottish Division One (D1) - Vice-champion : 1968 et 1969. - Scottish Cup - Finaliste : 1969 | - Division Two (D2) - Finaliste : 1970 |

### Distinction individuelle
- Meilleur buteur de Scottish Division One en 1966 (31 buts)

## Palmarès entraîneur

### En club
| St Mirren FC (1)                        | Aberdeen FC (10) | Manchester United (38) |
| --------------------------------------- | --- | --- |
| - First Division (D2) - Champion : 1977 | - Scottish Premier Division (D1) - Champion : 1980, 1984 et 1985 - Scottish Cup - Vainqueur : 1982, 1983, 1984 et 1986 - The Scottish League Cup - Vainqueur : 1986 - Coupe des vainqueurs de coupe UEFA - Vainqueur : 1983 - Supercoupe UEFA - Vainqueur : 1983 | - Premier League (D1) - Champion (13) : 1993, 1994, 1996, 1997, 1999, 2000, 2001, 2003, 2007, 2008, 2009, 2011 et 2013 - Vice-champion (6) : 1992, 1995, 1998, 2006, 2010 et 2012 - FA Cup - Vainqueur (5) : 1990, 1994, 1996, 1999 et 2004 - Finaliste (3) : 1995, 2005 et 2007 - League Cup - Vainqueur (4) : 1992, 2006, 2009 et 2010 - Finaliste (3) : 1991, 1994 et 2003 - Charity/Community Shield - Vainqueur (10) : 1990, 1993, 1994, 1996, 1997, 2003, 2007, 2008, 2010 et 2011 - Supercoupe UEFA - Vainqueur (1) : 1991 - Finaliste (2) : 1999 et 2008 - Ligue des champions UEFA - Vainqueur (2) : 1999 et 2008 - Finaliste (2) : 2009 et 2011 - Coupe des vainqueurs de coupe UEFA - Vainqueur (1) : 1991 - Coupe intercontinentale - Vainqueur (1) : 1999 - Coupe du Monde des clubs FIFA - Vainqueur (1) : 2008 |
|                                         | | |

### Distinctions individuelles
| Distinctions nationales | Distinctions européennes | Distinctions internationales |
| --- | --- | --- |
| - Entraîneur du mois de Premier League (27) - Élu 9 fois (années 1990) - août 1993, octobre 1994, février 1996, mars 1996, février 1997, octobre 1997, janvier 1999, avril 1999 et août 1999 - Élu 15 fois (années 2000) - mars 2000, avril 2000, février 2001, avril 2003, décembre 2003, février 2005, mars 2006, août 2006, octobre 2006, février 2007, janvier 2008, mars 2008, janvier 2009, avril 2009 et septembre 2009 - Élu 3 fois (années 2010) - janvier 2011, août 2011 et octobre 2012 - Entraîneur de l'année de Premier League (11) - Élu en 1994, 1996, 1997, 1999, 2000, 2003, 2007, 2008, 2009, 2011 et 2013 | - Meilleur entraîneur de l'année UEFA (1) - Élu en 1999 - Entraîneur de l'équipe-type de l'année UEFA (2) - Élu en 2007 et 2008 | - Meilleur entraîneur de club (2) - Élu en 1999 et 2008 - Onze d'Or du meilleur entraîneur de l'année (3) - Élu en 1999, 2007 et 2008 - meilleur entraîneur du XXIe siècle (1) - Élu en 2012 - Prix du Président de la FIFA (1) - Élu en 2011 - Entraîneur de l'année FIFA - Nomination au prix en 2010 |

## Décorations
- Commandeur de l'ordre de l'Empire britannique (1995) ; officier (1983)
- Knight Bachelor (1999)

## Autre activité
Alex Ferguson est propriétaire de chevaux de courses : il fut l'un des copropriétaires du champion Rock of Gibraltar, et possède aussi What a Friend, qui a notamment remporté le Bowl Chase d'Aintree le 8 avril 2010. Il est également copropriétaire de Clan des Obeaux, double vainqueur des King georges VI Chase à Kempton Park, de la Punchestown Gold Cup (Irlande) ainsi que du Bowl Chase à Aintree.